# Cynar

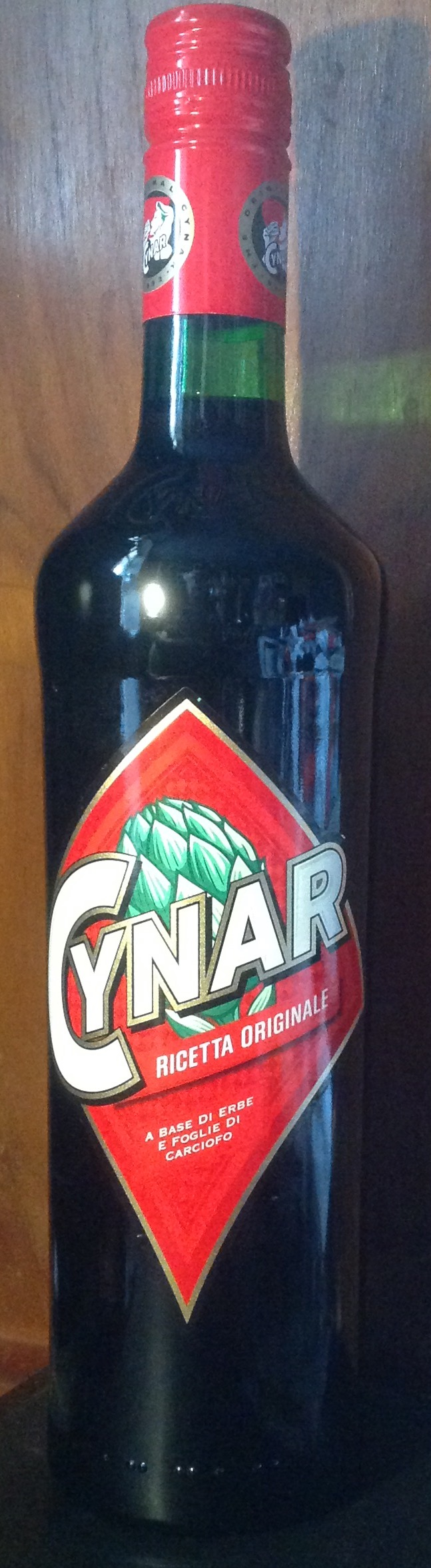
0,7 liter fles Cynar.

Cynar is een Italiaanse bittere likeur van de variëteit amaro, ontwikkeld in 1948 door de Venetiaanse ondernemer Angelo Dalle Molle en zijn broers. De drank is gemaakt van 13 kruiden en planten, waaronder de artisjok (Cynara scolymus) waaraan de drank zijn naam dankt. Cynar is donkerbruin van kleur, heeft een bitterzoete smaak en heeft een sterkte van 16,5% alcohol. Het werd in 1952 in Italië op de markt gebracht. 
Cynar is een aperitief die op zichzelf wordt geconsumeerd, maar ook te gebruiken is in een aantal cocktails. Een dergelijke cocktail bevat Cynar en frisdrank (meestal tonic of bitter lemon en schijfje citroen of sinaasappel). Een variatie op de Negroni-cocktail gebruikt Cynar in plaats van Campari. Minder bekend is de combinatie Cynar met witte wijn. Europeanen mengen het vaak met sinaasappelsap, vooral in Zwitserland en Zuid-Duitsland, waar cynar en sinaasappelsap een zeer populaire combinatie is. Vanwege zijn artisjokcomponent wordt Cynar zowel als digestief als als aperitief beschouwd. 
Sinds 1995 wordt Cynar geproduceerd en gedistribueerd door de Campari Groep. 

## Advertenties
De drank werd begin jaren zestig populair dankzij zijn verschijning op de Italiaanse televisiereclame-show Carosello. De reclamespots, met in de hoofdrol Ferruccio De Ceresa, en vanaf 1966 Ernesto Calindri, toonde de acteur die aan Cynar nipte terwijl hij aan een tafel in het midden van een drukke straat zat en consumenten aanspoorde om Cynar te drinken 'tegen de druk van het moderne leven in'. Eind jaren zeventig veranderde de commercial van setting en verhuisde van de drukke stad naar een veld met artisjokken. De samenwerking tussen Calindri en het merk duurde tot 1984.